# Баскьера Таллон, Пиа
Пиа Баскьера Таллон (итал. Pia Baschiera Tallon; 28 июня 1906, Порденоне — 4 марта 1995) — итальянский фортепианный педагог и благотворительница.
Начала заниматься музыкой под руководством Эрминии Фольтран Карпене, затем училась в Генуэзской консерватории и наконец окончила Миланскую консерваторию. Выйдя замуж за инженера Арриго Таллона, отказалась от концертной карьеры и сосредоточилась на преподавании, в 1949 году вместе со скрипачом Плинио де Анна открыла в Порденоне музыкальную школу. Из её учеников наиболее известен музыковед Марио Бортолотто. Награждена крестом «За заслуги перед Церковью и Папой» (1977). Созданный по завещанию супругов Таллон Фонд Пии Баскьера и Арриго Таллона (итал.  Fondazione Pia Baschiera – Arrigo Tallon) занимается поддержкой молодых музыкантов региона.